# Spookstad

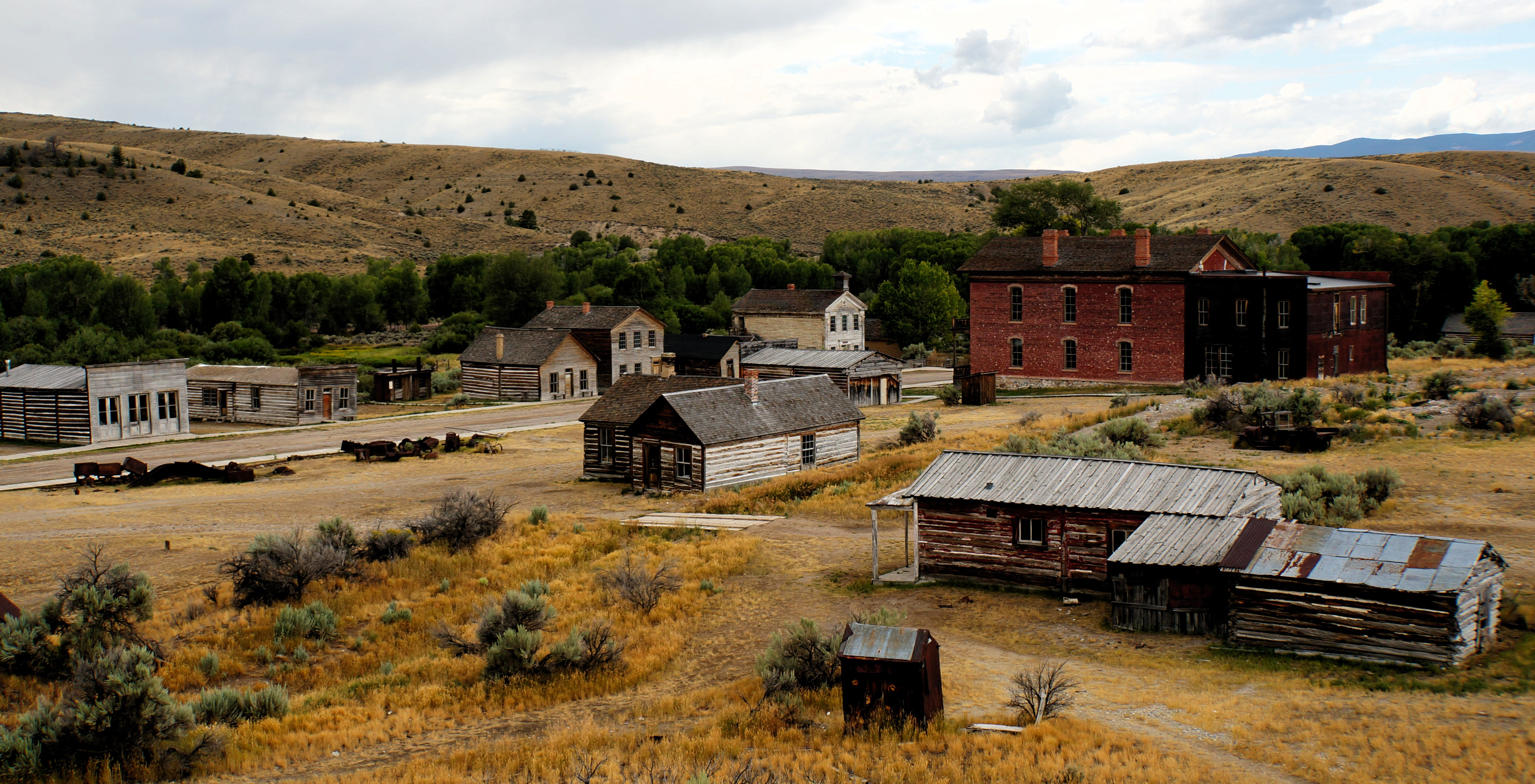
Bannack, een goed bewaard gebleven Amerikaanse spookstad.

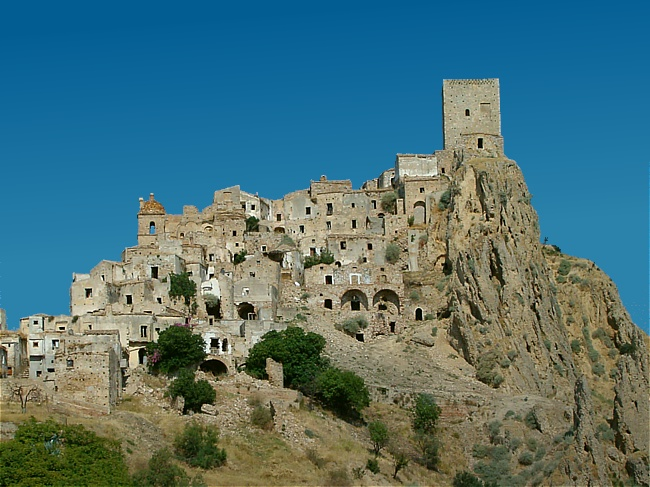
Craco, beroemde spookstad in Italië.

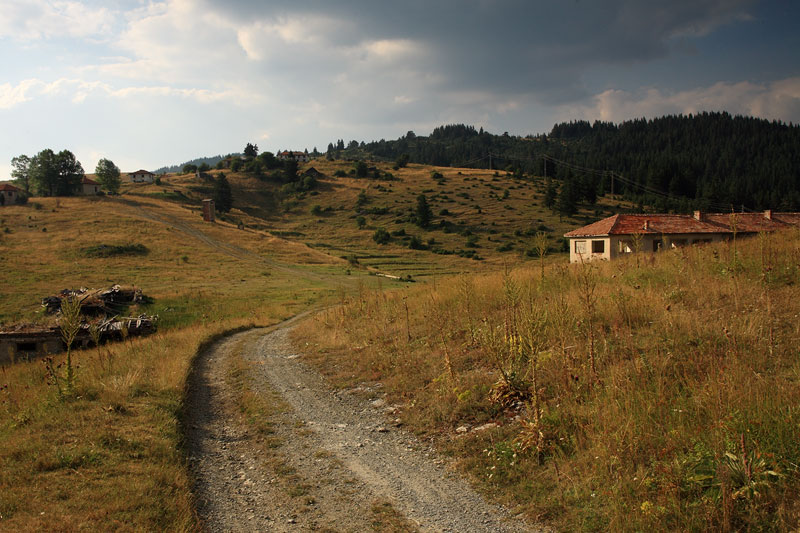
Het verlaten dorp Tsjamla in Bulgarije

Een spookstad of spookdorp is een nederzetting die verlaten is, meestal omdat de economische activiteiten die ondersteund werden teloor zijn gegaan. Ook natuurlijke rampen (zoals droogte of overstromingen) of door de mens veroorzaakte rampen (zoals oorlog of vervuiling) kunnen een aanleiding zijn, zoals in het geval van Tsjernobyl. 
De term spookstad wordt wel gebruikt om een plaats aan te duiden waarin de huidige populatie vele malen kleiner is dan voorheen. Een echte spookstad is echter volledig verlaten, zoals Bodie en Calico in Californië en het oude Craco in Basilicata (Italië). Craco is beroemd als decor uit talloze films zoals The Passion of the Christ van Mel Gibson en Quantum of Solace van Marc Forster. Sommige spooksteden hebben een zeer kleine populatie die hun inkomsten volledig haalt uit toerisme, zoals een aantal steden in Egypte en de Verenigde Staten.
Sommige spooksteden leiden een tweede leven, zoals Alexandrië in Egypte. Soms is in een spookstad interessante kunst of architectuur te vinden, zoals in Vijayanagara in India of Chang'an in China.

## Uitzicht
Wanneer een stad verlaten wordt, worden de wegen, gebouwen, tuinen en parken niet meer onderhouden waardoor de natuur weer langzaam bezit van de plaats zal nemen. Hoe dit proces precies verloopt en hoe lang het duurt is grotendeels afhankelijk van flora, fauna en klimaat. Een voorbeeld van hoe dit proces verloopt (in een gematigd zeeklimaat als in West-Europa) is het volgende:
- Tuinen en parken verwilderen, op de wegen begint mos te groeien;
- Dieren nemen bezit van gebouwen om ze als schuilplaats te gebruiken. Hierdoor beschadigen ze het interieur;
- De niet langer onderhouden gebouwen worden aangetast door weer en wind. Na enkele (tientallen) jaren is geen enkele ruit meer heel, flats worden door betonrot aangetast. Houten steunbalken rotten weg. Uiteindelijk storten huizen en flatgebouwen in;
- Wegen en ruïnes raken geheel overwoekerd, langzaam beginnen op steeds meer plaatsen tussen de ruïnes bomen te groeien;
- Uiteindelijk wordt de spookstad door bos overwoekerd maar op de plaatsen zullen nog regelmatig sporen van menselijke activiteit te vinden zijn; plastic en roestvrij staal zijn vrijwel niet afbreekbaar.

## Ontstaan
In de Verenigde Staten ontstonden verschillende spooksteden of ghost towns nadat de toegestroomde menigte na het uitputten van de goudmijnen en het wegebben van de goudkoorts de streek weer verliet. In de Canadese provincie Newfoundland en Labrador zijn sinds 1955 ruim 300 afgelegen vissersdorpen verlaten in het kader van de hervestigingspolitiek aldaar.
In de 20e eeuw deed zich een nieuw fenomeen voor. Na de nucleaire ramp in Tsjernobyl van 1986 werd een groot gebied in Oekraïne ontruimd na ernstige radioactieve besmetting. Pripjat werd hierdoor een spookstad.
De politieke situatie kan ook leiden tot het ontstaan van spookdorpen of spooksteden, wanneer zij in het niemandsland terechtkomen en door hun bewoners verlaten worden, zoals in de Koreaanse gedemilitariseerde zone of op de Cypriotische Groene Lijn.
Plaatsen die moeten verdwijnen voor dagbouw van bruinkool, zoals dorpskernen in de buurt van Eschweiler in Noordrijn-Westfalen, veranderen vaak tijdelijk in een spookstad wanneer alle bewoners verhuisd zijn en de daadwerkelijke sloop nog een tijdje op zich laat wachten. Centralia, Pennsylvania, werd een spookdorp omdat de bewoners de plaats verlieten vanwege een steenkoolbrand onder het dorp.
In de jaren 60 werden plannen gemaakt voor een nieuw deel van de Antwerpse haven op de plek van het Vlaamse Doel, waardoor het dorp in de loop der jaren steeds verder leegliep. Tegenwoordig is het nog bewoond, maar het dorp heeft wel het uiterlijk van een spookdorp, aangezien verreweg de meeste huizen zijn afgebroken of verlaten. Het plan is inmiddels van tafel; het dorp blijft.
Daarnaast dreigen in heel wat Oost-Europese en Russische gebieden nieuwe spookdorpen te ontstaan doordat de jeugd er massaal naar de steden trekt op zoek naar werk. Zo telde Bulgarije in 2019 ongeveer 175 verlaten dorpen, vooral in de oblasten Gabrovo (63 dorpen), Veliko Tarnovo (58 dorpen) en Kardzjali (11 dorpen). Bovendien werden er 1192 dorpen met een bevolkingsaantal tussen 1 en 49 personen geregistreerd, oftewel 22,7% van alle nederzettingen in het land. In buurland Roemenië werden 126 dorpen zonder bevolking geteld, terwijl 360 dorpen maximaal tien inwoners hadden.
Tijdens de coronacrisis in 2020 gingen over de hele wereld regio's en landen gedurende een bepaalde tijd in volledige of gedeeltelijke lockdown. Doordat vrijwel niemand zich buitenhuis begaf kregen de steden in deze gebieden tijdelijk de aanblik van een spookstad.